# Византијски обред
Византијски обред (грч. Βυζαντινή τελετή), познат и као цариградски обред (лат. Ritus Constantinopolitanus), односно грчки обред (лат. Ritus Graecus), литургијски је обред који се током историје развио у богослужбеној пракси Цариградске патријаршије, одакле је пренет и у остале помесне православне цркве.  Исти обред такође употребљавају и поједине источне католичке цркве, као и неке протестантске заједнице у којима се негују источне литургијске традиције.

## Терминологија
Током старије историје, називи за хришћанске богослужбене обреде нису били строго дефинисани, тако да се у историјским изворима срећу разни описни термини, који су најчешће били засновали на истицању карактеристичног обредног језика или црквеног седишта које је било повезивано са настанком и развојем одређеног обреда.
Тако су настали разни описни називи, као што су: грчки обред, латински обред, сиријски обред. Међутим, пошто су у оквиру све три традиције (грчке, латинске, сиријске) постојали различити обреди, временом је преовладала пракса (ради прецизнијег означавања), да се обреди називају према главним црквеним седиштима у којима су настали.
Стога се, на пример, у оквиру латинске литургијске традиције разликују: римски обред, милански обред, венецијански обред, галикански обред, као и неки други локални обреди. Поред поменутих латинских обреда, на хришћанском западу су током старије историје постојали и неки други литургијски обреди, као што је келтски обред у ранохришћанској Британији и Ирској.
Слична разноврсност је постојала и на хришћанском истоку, где су се већ током позноантичког и раносредњовековног периода развиле три главне традиције: грчка, сиријска и коптска. Под окриљем грчког хришћанства, настало је неколико локалних обредних пракси, међу којима је током времена (услед историјских околности) преовладала обредна пракса Цариградске патријаршије.
Пошто је био прихваћен и у осталим православним патријаршијама на истоку (Александрија, Антиохија, Јерусалим), цариградски обред је понекад означаван једноставно као источни обред или грчки обред, али ни један од тих назива није био довољно прецизан, пошто се први могао односити на било који обред у оквиру источног хришћанства, док се други могао односити на било који обред у оквиру шире грчке традиције, укључујући (на пример) александријски обред и антиохијски обред. Стога је у теолошким и осталим стручним круговима преовладала пракса да се овај обред, ради прецизности, означава као цариградски, односно византијски.
У оквиру Православне цркве, обреди су традиционално били означавани према одговарајућим типицима, посебним литургијским књигама у којима је био садржан опис и редослед богослужења у одређеним црквеним средиштима. Изрази као што су „цариградски“ или „византијски“ обред прихваћени су од стране православних теолога тек у новије време, након конституисања савремених литургијских студија током 19. и 20. века. Израз „грчки обред“ није стекао шире упориште у православној терминологији, пошто није примењив на негрчке варијанте цариградског обреда, као што су црквенословенска, грузијска или румунска.

### Католичка терминологија
У старијој латинској терминологији Католичке цркве, овај обред је дуго био означаван једноставно као грчки (лат. Ritus Graecus), што је у новије време напуштено, ради прецизности у изражавању, тако да се овај обред данас означава као цариградски (лат. Ritus Constantinopolitanus) или византијски (лат. Ritus Byzantinus). До терминолошког прецизирања је дошло из практичних разлога, ради што тачнијег означавања овог литургијског обреда, који се користи у пракси појединих источних католичких цркава.
Посебну појаву у оквиру католичке терминологије представља израз: рутенски обред (лат. Ritus Ruthenus, Ritus Ruthenicus), који је настао крајем средњовековног раздобља, као егзонимски (страни) назив за источнословенску варијанту цариградског обреда. У терминологији Католичке цркве, Источни Словени су често били означавани као Рутени (лат. Rutheni), па је по томе скован и назив рутенски обред, којим се у званичној католичкој терминологији све до савременог доба означава специфична црквенословенска варијанта цариградског обреда, која се развила у источнословенским областима.

## Обредне карактеристике
Канонски часови су врло дуги и сложени, трају око осам сати (дуже током Великог поста), али су скраћени изван великих манастира. Иконостас, преграда прекривена иконама, одваја олтар од црквеног брода. Знак крста, праћен клањањем, прави се врло често, нпр. више од стотину пута током божанске литургије, а ту су и изразито поштовање икона, могућност верника да се слободно крећу унутар цркве и комуницирају једни са другима и препознатљиве традиције литургијског појања.
Неке традиционалне праксе у модерно доба престају да се користе у разним црквама и дијаспори, на пример, стајање верника за време богослужења, честог клањања и метанисања, док свештеници, ђакони и монаси увек носе мантије и другу свештеничку одећу, (неки монаси спавају носећи мантију) и не шишају косу или брију браду.
Поред бројних псалма који се читају свакодневно, читав псалтир се чита сваке недеље, и два пута сваке недеље током Великог поста, а свакодневно се читају и други списи; такође многе химне имају цитате из њих и референце на њих, које су уткане у њих. У бројним посним данима прописује се уздржавање од меса и млечних производа, а у неким посним данима и од рибе, вина и употребе уља у кувању. Прописана су четири годишња доба поста: Велики пост, Божићни пост, Апостолски пост (Петропавловски пост) и Великогоспојински пост. Поред тога, током целе године већина среда и петкова су посни дани, а у манастирима се пост држи и понедељком.